# The Vigilante: Fighting Hero of the West
The Vigilante: Fighting Hero of the West ist ein 1947 erschienenes, fünfzehnteiliges Schwarz-weiß-Serial über die gleichnamige Comicfigur von DC Comics.

## Handlung
Die Vigilante ist ein maskierter Regierungsagent und wird beauftragt, den Fall der „100 Tränen des Blutes“ zu untersuchen, einer verfluchten Reihe seltener blutroter Perlen, die von einer Bande unter der Führung des unbekannten X-1 gesucht wurden, die möglicherweise in die USA geschmuggelt wurde.
Greg Sanders filmt in seiner zivilen Gestalt als Schauspieler einen Western auf George Pierces Ranch. Pierce ist ein wohlhabender Rancher und Nachtclubbesitzer. Als Prince Hamil auf der Ranch ankommt, gibt er Saunders, Pierce, Captain Reilly, Tex Collier und Betty Winslow jeweils ein Pferd. Aber eine Outlaw-Bande greift bald an und versucht, alle fünf Pferde zu stehlen. Es stellt sich heraus, dass jedes Pferd zwanzig der Perlen in seinen Schuhen versteckt hat (jeweils fünf) in Geheimfächern. Sanders kommt näher und erfährt, dass Prince Hamils Männern seinem Herrn die Diamanten gestohlen und sie auf die Pferde geschmuggelt hat, um sie an X-1 weiterzugeben.

## Teile
Die Handlung wurde in 15 Abschnitten präsentiert:
1. The Vigilante Rides Again
2. Mystery of the White Horses
3. Double Peril
4. Desperate Flight
5. In the Gorilla’s Cage
6. Battling the Unknown
7. Midnight Rendezvous
8. Blasted to Eternity
9. The Fatal Flood
10. Danger Ahead
11. X-1 Closes In
12. Death Rides the Rails
13. The Trap that Failed
14. Closing In
15. The Secret of the Skyroom[1]

## Produktion
The Vigilante war ursprünglich eine Comicfigur, deren erster Auftritt in Action Comics war. Er war ein singender Cowboy-Radiokünstler, der zusammen mit einem jugendlichen chinesischen Jungen, Stuff the Chinatown Kid, als Verbrechensbekämpfer auf dem Motorrad fungierte.
In der Serialversion wurde Stuff zu einem 18-jährigen weißen Kumpel, der von George Offerman Jr. gespielt wurde. Ralph Byrd wurde als Vigilante besetzt. Regisseur Wallace Fox tritt als Regisseur auf, der Greg Sanders’ Film auf George Pierces Ranch dreht.